# Hoogstraten (Belgien)
Hoogstraten, früher auch in der Schreibweise Hoogstraeten, ist die nördlichste Gemeinde in Belgien. Sie liegt in den Kempen der Region Flandern, hat 22.278 Einwohner (Stand 1. Januar 2024) und besitzt die Stadtrechte. Zur Stadt gehören die Ortsteile Hoogstraten, Meer, Meerle, Minderhout und Wortel.

## Lage
Hoogstraten liegt im Norden Belgiens und grenzt an drei Seiten unmittelbar an die Niederlande. In der kleinen Ortschaft Dreef befindet sich der nördlichste Punkt Belgiens.
Turnhout liegt 15 Kilometer (km) südöstlich, die niederländische Großstadt Breda 20 km nördlich, Antwerpen 30 km südwestlich und Brüssel ca. 67 km südsüdwestlich.

## Geschichte
Der Name ist wahrscheinlich auf ‚hoge straat‘ (hochdeutsch ‚hohe Straße‘) zurückzuführen. Im Jahr 1210 verlieh der Herzog Heinrich I. von Brabant dem Ort die Rechte einer Freiheit. Dank aufkommendem Fernhandel und der Hanse wuchs die Gemeinde schnell. Als sich das Gemeindegebiet zu Beginn der Neuzeit im Herrschaftsbereich von Anton de Lailaing und dessen Gattin Elisabeth von Culemborg (* 1475; † 9. Dezember 1555) befand, verlieh Kaiser Karl V. dem Land den Status einer Grafschaft. Bis 1709 gehörte das Territorium zum Besitz der Adelsfamilie Lalaing, ehe es infolge der Vermählung der Erbtochter Gabrielle de Lalaing (ca. 1640–1709) mit Karl Florentin zu Salm in den Besitz des Hauses Salm wechselte. Am 6. Januar 1740 ernannte Kaiser Karl VI. den Landesherrn Nikolaus Leopold zu Salm-Salm, der 1739 in den Reichsfürstenstand erhoben worden war, zum erbländisch-niederländischen Herzog und somit dessen Land zum (Titular-)Herzogtum. In der Franzosenzeit gingen diese Titel und Vorrechte unter.
1977 wurde Hoogstraten mit den umgebenden Dörfern Meer, Meerle, Meersel-Dreef, Minderhout und Wortel vereint. 1985 erfolgte die Verleihung der Stadtrechte.

## Infrastruktur
Die nächsten Autobahnabfahrten befinden sich bei Loenhout und Meer an der belgischen Autobahn A1/E 19, die Antwerpen mit den niederländischen Städten Breda und Rotterdam verbindet.
In Turnhout und Kalmthout befinden sich die nächsten Regionalbahnhöfe.
Der Flughafen Antwerpen sowie die Flughäfen von Rotterdam und Eindhoven sind die nächsten Regionalflughäfen und der Flughafen Brüssel National nahe der Hauptstadt Brüssel ist ein Flughafen von internationaler Bedeutung.

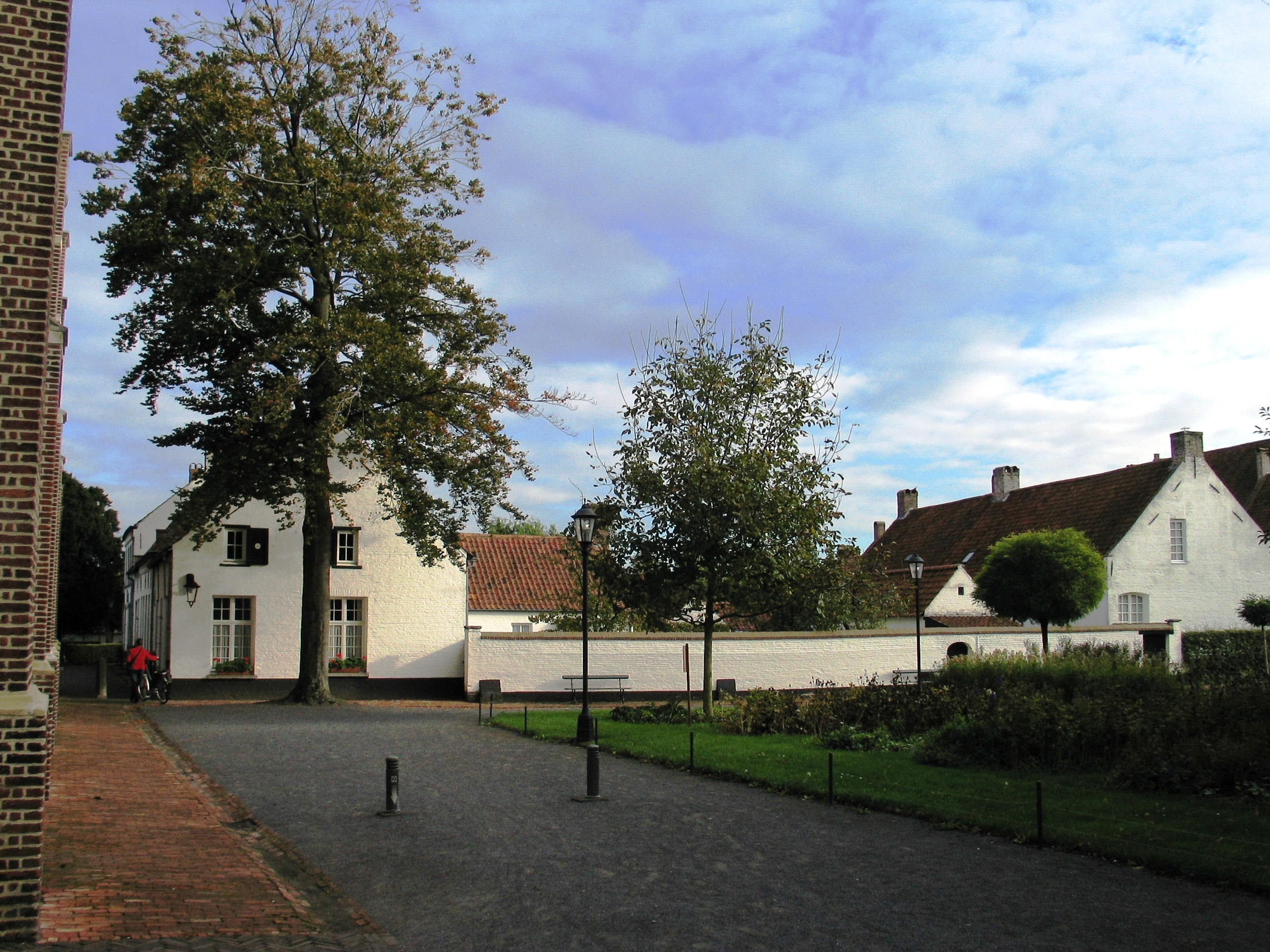
Im Beginenhof Hoogstraten

## Sehenswürdigkeiten
- Die spätgotische Sint-Catharinakerk (Sankt-Katharinenkirche) aus dem 14. Jahrhundert besitzt mit ihrem fast 105 Meter hohen Turm einen der höchsten Kirchtürme in Belgien.
- Der Beginenhof Hoogstraten entstand um 1380 und besteht aus 36 Häusern und einer barocken Beginenhofkirche. Seit 1998 gehört er zum UNESCO-Welterbe „Flämische Beginenhöfe“.
- Das Wasserschloss Gelmelslot aus dem zwölften Jahrhundert.

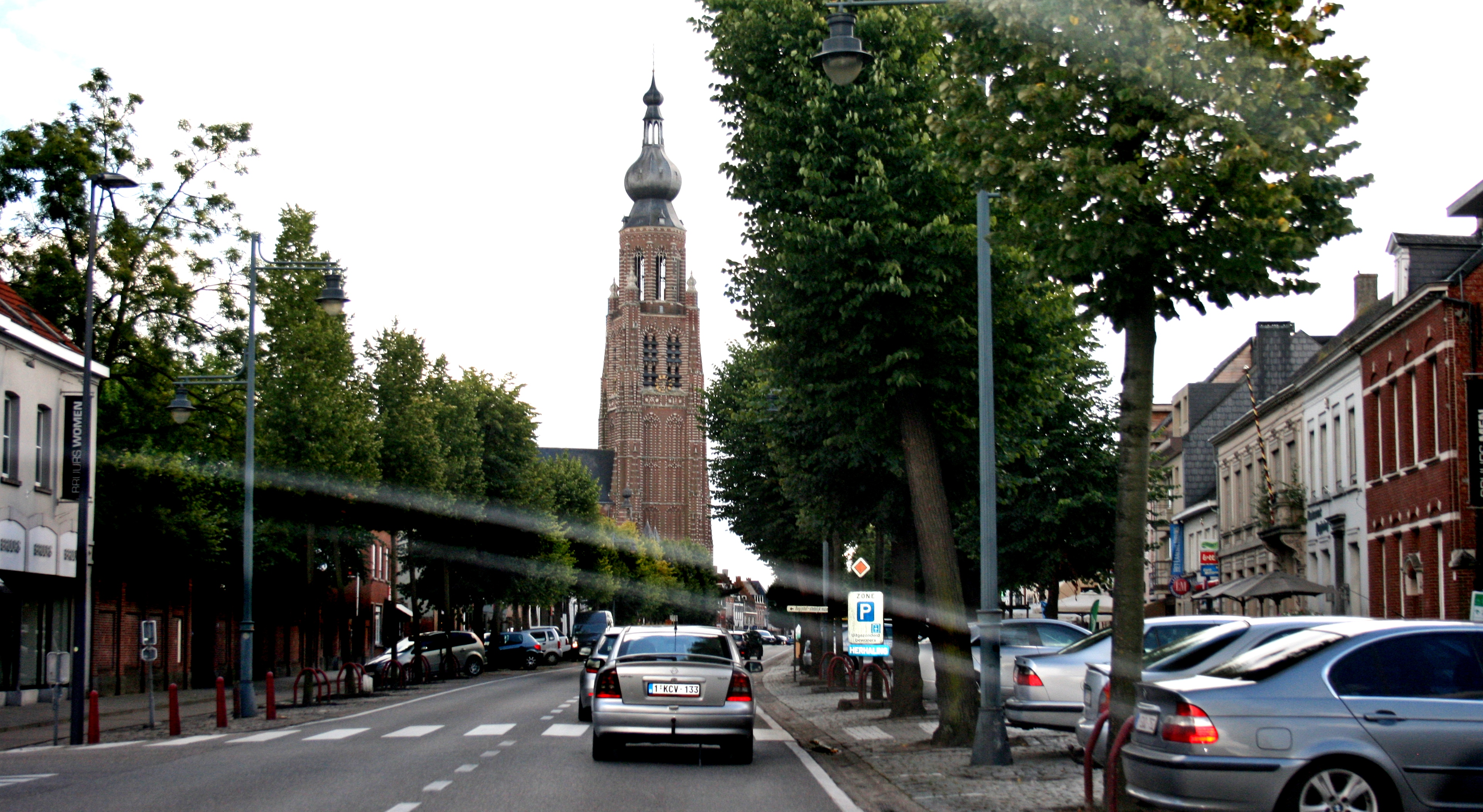
Sankt-Katharinenkirche (2016)
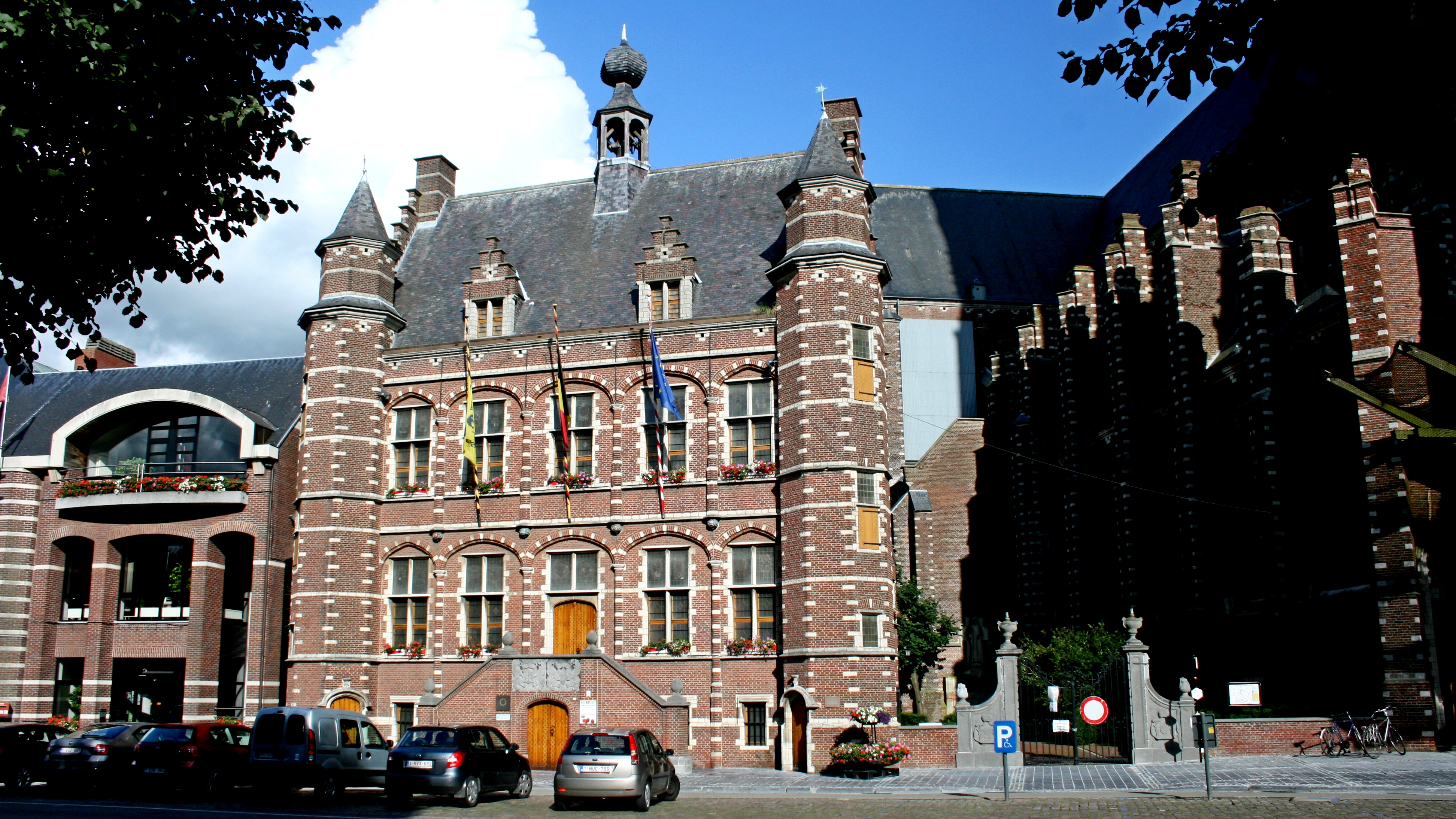
Rathaus(2016)
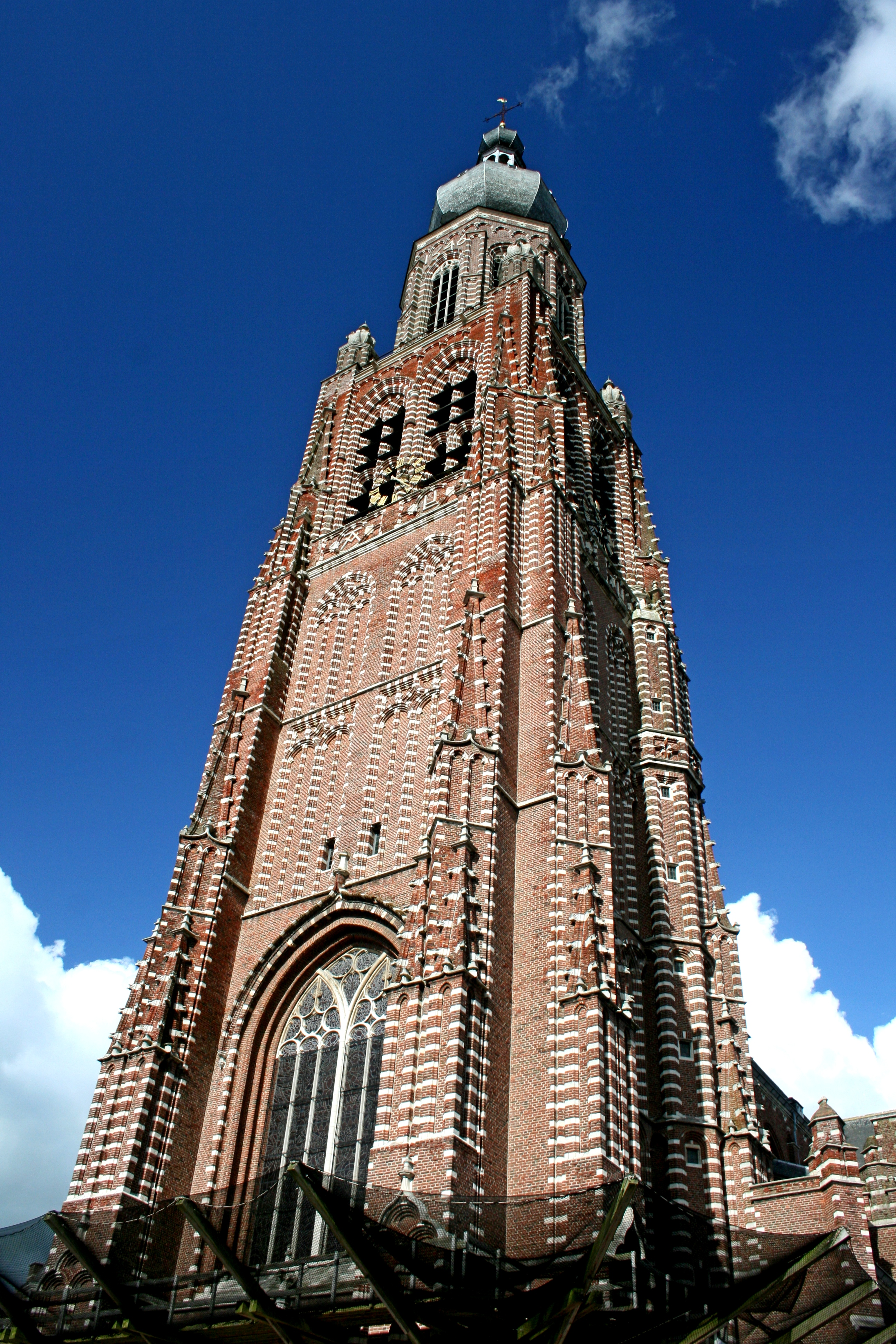
Sankt-Katharinenkirche (2016)
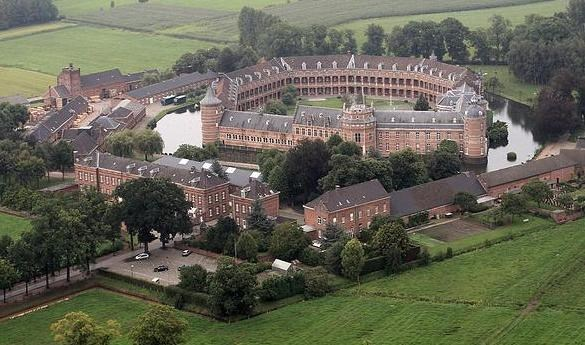
Gelmelslot

## Veranstaltungen
- Jedes Jahr am zweiten Augustwochenende findet unweit von Hoogstraten das Antilliaanse Feesten, ein afrokaribisches Open-Air-Festival, statt.[3]

## Söhne und Töchter der Stadt
- Jakob van Hoogstraten (um 1460–1527), päpstlicher Inquisitor zur Zeit der Reformation
- Elisabeth van Culemborg (1475–1555), Burgundische Hofdame und Wohltäterin
- Antoine I. de Lalaing (1480–1540), der erste Graf von Hoogstraten, das bis dahin eine Herrschaft war
- Konstantin zu Salm-Salm (1762–1828), Herzog von Hoogstraten, Fürst zu Salm-Salm, Standesherr von Bocholt und Ahaus
- Charles Boom (1858–1939), Genremaler, Zeichner und Aqurallelist sowie Kunstpädagoge
- John Braspennincx (1914–2008), niederländischer Radrennfahrer
- Jan Zagers (1931–2022), Radrennfahrer, geboren in Meer
- Jan Verheyen (* 1944), Fußballspieler
- Ludo Peeters (* 1953), Radrennfahrer
- Gert Verheyen (* 1970), Fußballspieler
- Jens Adams (* 1992), Cyclocrossfahrer, geboren in Minderhout